# A kívánság fája (film)
A kívánság fája, (grúzul: ნატვრის ხე Natvri Khe)  Tengiz Abuladze filmtrilógiájának második filmje, amelyet 1976-ban forgattak  Giorgi Leonidze novellájából, a "Grúzia Film" stúdióban.  A forgatókönyvet Revaz Inanisvili és Tengiz Abuladze írta.
A trilógia további filmjei: a Könyörgés (1967) és a  Vezeklés (1984). 

## Szereplők

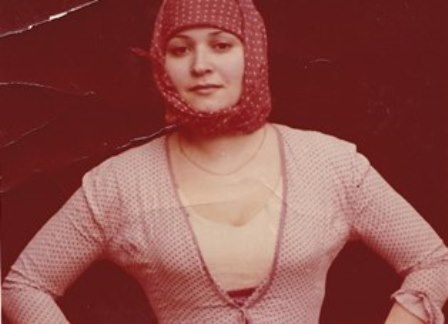
Temina Tuaeva – Nargiza szerepében

- Lika Kavzsaradze – Marita
- Szoszo Dzsacsvliani – Gedia
- Zaza Kolelisvili – Sete
- Kote Dausvili – Cicikore apó
- Szofiko Csiaureli – Fufala
- Kahi Kavszadze – lázadó Joram
- Otar Megvinetuhuceszi – Elioz
- Ramaz Cshikvadze – Ohrohin atya
- Eroszi Mandzsgaladze – Bumbula
- Szeszilia Takaisvili – Maradia
- Giorgi Hobua – Batula
- Givi Berikasvili – Padgula
- Gogi Gegecskori – Csácsika
- Dzsemal Gaganidze – Tagria
- Borisz Cipuria – Horia
- Ia Hobua – Gedia anyja
- Temina Tuaeva – Nargiza
- Dato Papuasvili – Azaria
- Dato Abasidze – Gaulacune
- Tina Burbutasvili – Sete anyja
- Givi Csicsinadze – Ipro
- Sota Cirtladze – Gerder
- Berta Hapava
- Leila Dzigrasvili

## Történet
A film a forradalom előtti idők grúz falusi életének mozaikjaiból áll, amelyben a valóság szervesen ötvöződik a konvencionálissal. Ebben az idealisták, álmodozók, arrogáns és ambiciózus emberek világában a fő cselekményvonalat Marita és Gedia tragikus szerelme képviseli, amelyből a társadalmi megosztottság két oldalán álló többi szereplő sorsa is összefonódik. Maritát, a szép, fiatal lányt apja visszahozza a falujába a nagyanyjához. A lány beleszeret a szegény falusi fiúba, Gediába. A falu vénjei úgy döntenek, hogy akarata ellenére a lányt a gazdag falubeli fiúhoz, Setéhez adják feleségül. Gedia a szerelméért megverekszik Setével, de Sete segítségére siető embereivel már nem bír. Gedia és Marita titokban találkoznak. Marita férjének, Setének a rokonai értesülnek erről a találkozásról, és a házasságtöréssel vádolva az ősi szokás szerint nyilvánosan megbüntetik a fiatalasszonyt. Maritát megszégyenítve szamárhátra ültetik, végig vezetik a falun, és sárral dobálják. A film a szerelmesek halálával ér véget. Ebben a történetben a szépséget azért büntetik, mert ártatlan, a rossz legyőzi a jót. 
Vannak azonban a faluban olyan lázadozók is, akik soha nem kötnek megalkuvást az erkölcstelenséggel. Az emberek küzdenek a megélhetésért, szenvednek, és fényes jövőről álmodoznak. Mindenki a saját kívánságát keresi, és reménykedve arra kéri a vágyfát (a kívánság fáját), hogy tegyen csodákat. A film címe az egyik szereplőtől, a szent bolondtól, Elioztól származik, aki megszállottan keresi a varázslatos „Kívánságfát” a téli erdőben.

## Díjak
- 1977: Fődíj és oklevél a 10. Összoroszországi Filmfesztiválon Rigában
- 1977: A zsűri különdíja : "Golden Goose" a legjobb rendező kategóriában a 6. Teheráni Nemzetközi Filmfesztiválon
- 1978 : A Csehszlovák-Szovjet Baráti Társaság díja,
- 1978: Chicagoi Filmfesztivál, Golden Hugo (jelölve) : (A legjobb játékfilm rendezésért)
- 1978:  A XXI. Karlovy Vary-i Nemzetközi Filmfesztivál díja
- 1979: David di Donatello-díj az olaszországi nemzetközi versenyen
- 1979: Rusztaveli Állami Díj
- 1983 : A Filmkritikusok Nemzetközi Szövetségének „Fipress” díja a romantikus filmek 1. nemzetközi filmfesztiválján Cabourgban